# アンドレーア・アルチャート

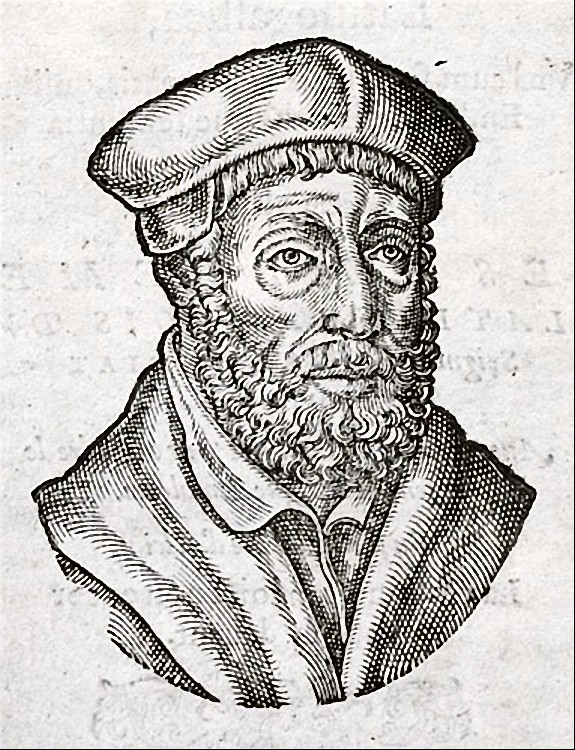
アンドレーア・アルチャート

アンドレーア・アルチャート（Andrea Alciato、1492年5月8日 - 1550年1月12日）は、イタリアの法学者、作家。代表作『エンブレマタ（エンブレム集）』は、最初のエンブレム・ブックとして、16世紀から17世紀のヨーロッパで流行したこの形式の本の中で、最もよく知られている作品の一つである。なお、名前は、アンドレーア・アルチャーティ（Andrea Alciati）という表記の方が有名であるが、正式なものではない。また、著書がラテン語であったことからラテン語式のアンドレアス・アルキアトゥス（Andreas Alciatus）、フランスに移住したことからフランス語式のアンドレ・アルシア（André Alciat）といった表記も用いられる。

## 生涯
アルチャートは、1492年にミラノ近郊のアルツァーノで生まれ、1508年にパヴィア大学に入学し、法学を学んだ。次いでボローニャ大学でも法学を修め、博士号を取得した。
その後、ミラノで弁護士を務め、1518年に法学者としての著作"Paradoxorum juris civilis libri VI"、"Dispunctionum juris civilis libri IV"、"Praetermissorum libri duo" を相次いで刊行した。その年の終わりにアヴィニョン大学からの招請に応じ、同大学教授として法学を講じた。この時期に人文主義者ギヨーム・ビュデと知り合ったという。彼の講義は評価が高かったというが、ペストの影響で大学が閉鎖されたことなどもあり、アヴィニョンを一度離れた。その後ミラノで再び弁護士として活動する傍ら、法学関係の著作をまとめた。
1527年にアヴィニョン大学に戻ったが、ほどなくブールジュに移り、ここでも法学を講じた。1532年末ないし1533年には、ミラノ公フランチェスコ・スフォルツァに招かれ、高給を保証されてパヴィア大学教授に就任するが、イタリア戦争の影響もあって1537年にはパヴィアを去った。その後、ボローニャ大学教授などを経て、パヴィア大学に戻ったが、すぐにフェッラーラ大学に移籍した。そして、ローマ教皇パウルス3世からは教皇大秘書官に任命されたが、最終的にはパヴィアに戻り、その地で没した。彼の職歴の目まぐるしさは、法学者としての名声が高く引く手あまたであったことも一因だが、他方で同時代人から金銭面の貪欲さを指摘されていた通り、高額の報酬が提示されると、すぐにそちらへ移籍したことにも原因があったとされる。
彼の遺産は、甥であるフランチェスコ・アルチャートが引き継いだ。

## 著作
アルチャートは何よりも『エンブレマタ』の著者として知られるが、当時は多くの法学関連書の評価が高く、何度も版を重ねていた。また、法学研究に関連した歴史・文学などへの造詣の深さから、それらの方面での著作も複数著している。ここでは、各分野での主要なものを採り上げる。

### 法学関係
彼は歴史的な視点を取り入れて市民法の解釈に当たった最初の法学者の一人であり人文主義法学の開祖となった。当時は、ローマ法の解釈は恣意的であったり教会法や慣習法に沿って理解されることが横行していたが、アルチャートは、豊富なラテン語やギリシャ語の知識に裏打ちされた語源学や文献学の手法を活用してローマ法を解釈したのである。彼の法学書は、当時多くの版を重ねた。
- Paradoxorum juris civilis libri VI、1518年
- Dispunctionum juris civilis libri IV1518年
- Praetermissorum libri duo1518年

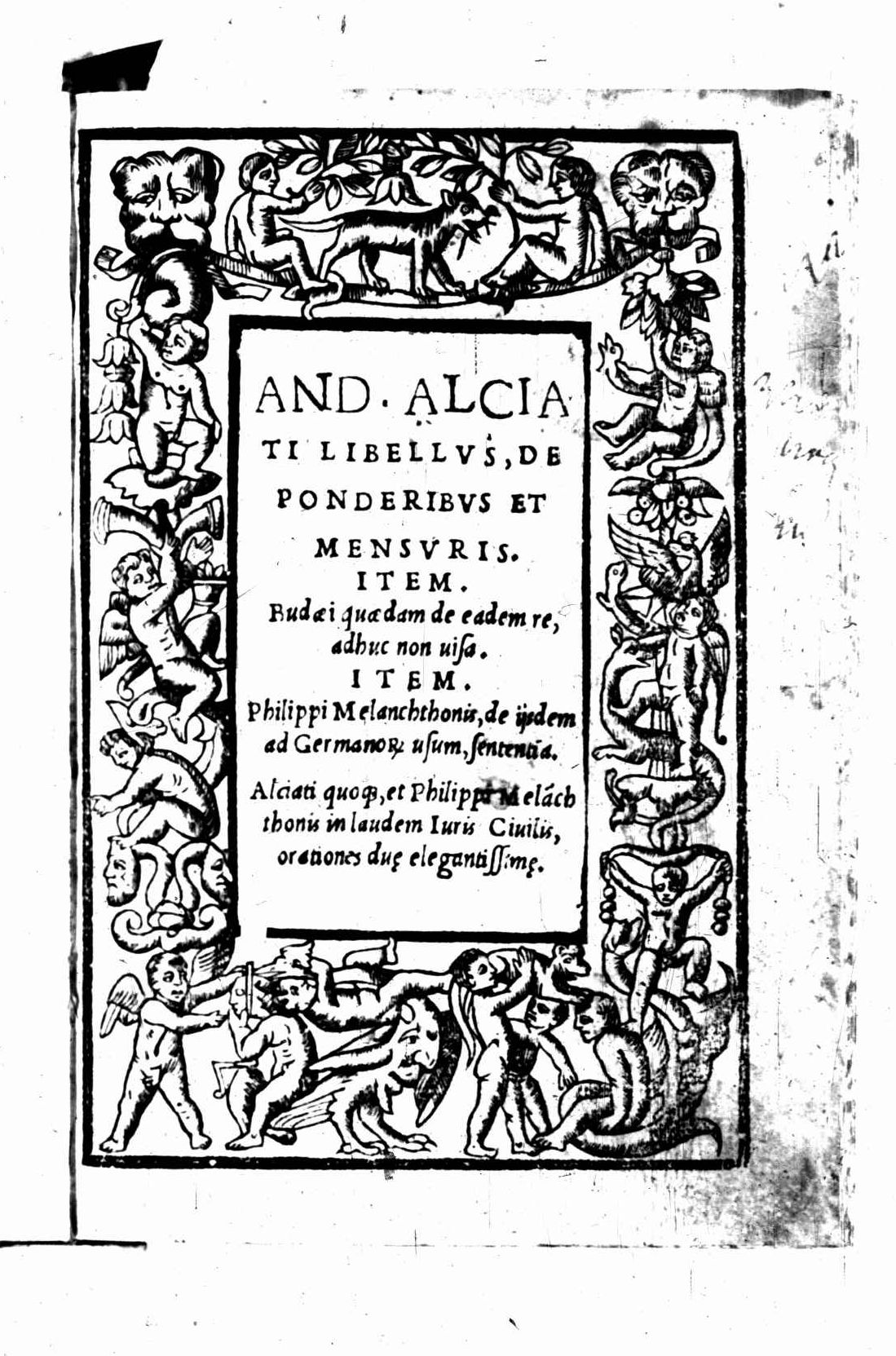
De ponderibus et mensuris, 1532
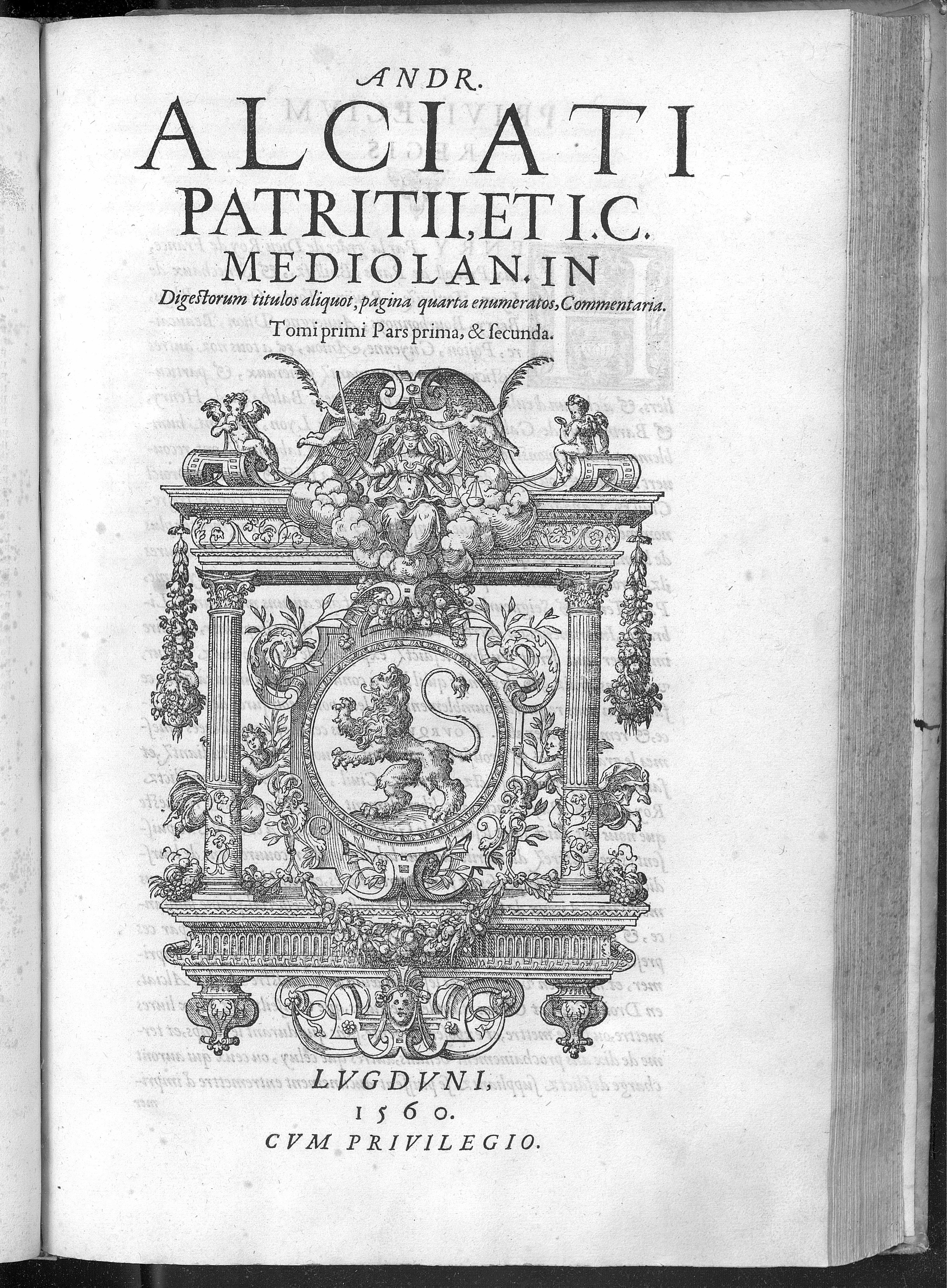
In Digestorum titulos aliquot commentaria, 1560

### 文学

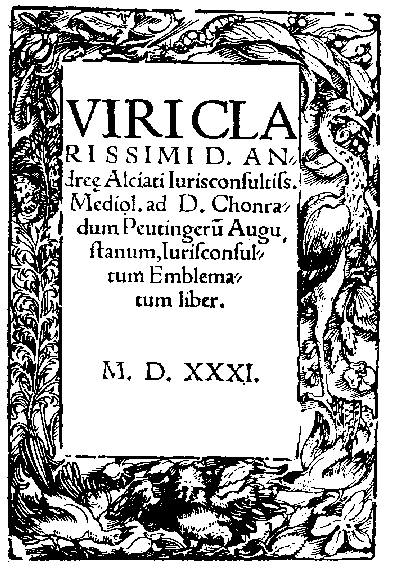
『エンブレマタ』初版のタイトルページ

『エンブレマタ』は、エンブレムを集めた著作で、16世紀から17世紀のヨーロッパで数多く刊行されたエンブレム・ブックの嚆矢となった。1531年に著者に無断で初版が出された後、1534年に正規版が刊行された。フランスで特に人気を博し、16世紀のリヨンだけで30版以上を重ねた。
- Emblematum Liber、1531年

ほかに、プラウトゥスやタキトゥスの注釈なども刊行した。
- Annotationes、1532年

### 歴史書
神聖ローマ帝国史をまとめた"De formula romani imperii libellus"を刊行したほか、彼の死後、ミラノの歴史をまとめた遺作"Rerum patriae, seu Historiae Mediolanensis libri IV"（ミラノ、1625年）が刊行された。